# Forfaiting
Il forfaiting è un contratto atipico usato nel settore dell'esportazione. Il forfaiting consiste nella cessione pro soluto (senza rivalsa) da parte di un esportatore ad un forfaiter di titoli di credito commerciali ricevuti da un importatore come pagamento di beni strumentali o servizi di durata pluriennale con pagamento dilazionato. Il forfaiting è una forma di finanziamento a breve, riguarda la vendita pro-soluto di effetti cambiari che vengono ceduti in base al loro valore facciale decurtato in ragione di un tasso di sconto a forfait. I vantaggi per l'esportatore sono rappresentati dalla rapidità d'incasso del credito e dall'eliminazione di qualsiasi rischio finanziario conseguente all'operazione di vendita all'estero.
| Controllo di autorità | Thesaurus BNCF 52530 · LCCN (EN) sh96009515 · J9U (EN, HE) 987007566260605171 |